# Poschiavo
Poschiavo (Lombardisch: Pusc'ciâf; Duits: Puschlav; Reto-Romaans: Puschlev of Puschlav; Latijn: Pesclavium) is een gemeente in het Zwitserse bergdal Valposchiavo en behoort tot het kanton Graubünden.
Valposchiavo is een van de vier bergdalen van het kanton Graubünden waar Italiaans de voertaal is. Poschiavo is de hoofdplaats van dit dal. Het plein Piazza Comunale is het hart van het dorp. Hier staat onder andere de 13de-eeuwse toren van het stadhuis. Poschiavo telt enkele kerken waaronder de Sta. Maria Presentata en San Vittore.
Tot de gemeente behoren tevens nog 20 andere gehuchten. De belangrijkste hiervan zijn San Carlo ten noorden van Poschiavo en Le Prese en Miralago aan de oevers van het meer Lago di Poschiavo.
Poschiavo heeft negen stations aan de spoorlijn Tirano-St. Moritz, oftewel de Bernina-Bahn. Deze voert over een spectaculair traject met als hoogste punt de 2330 meter hoge Berninapas die de grens vormt met het Engadin, waar Reto-Romaans wordt gesproken.

## Geboren
- Matteo Badilatti (30 juli 1992), wielrenner